# Gerardus Johannes Bos
Gerardus Johannes Bos (Leiden, 9 april 1825 - 13 mei 1898) was een Nederlandse kunstschilder, etser, lithograaf en steendrukker.
Bos werd geboren aan de Breedestraat, (thans Breestraat), wijk 4 no. 324 te Leiden op 9 april 1825 als zoon van horlogemaker Christiaan Bos en zijn vrouw Johanna Maria Domus. Zijn eerste huwelijk was op 11 mei 1853 met Anna Margaretha Buys (Leiden, 8 augustus 1824 - 30 november 1885). Zijn tweede huwelijk was op 6 juli 1887 met Agatha Jacoba Bos (Leiden, 22 januari 1838 - 2 maart 1920). Hij woonde aan het Rapenburg.
Bos was een leerling van Hendrik Langelaan (Leiden, 1799 - Londen, 1879) en J.L. Cornet. Hij specialiseerde zich in het schilderen van landschappen en dieren. Hij werd vooral bekend door zijn illustraties voor kinderboeken. Onder zijn andere illustraties waren die voor het tweedelige album De Stad Leiden (1859-1860), waarvoor A. Montagne Jz. de teksten schreef. Samen met zijn broer Christiaan Bos (Leiden, 6 december 1835 - Oegstgeest, 12 september 1918) dreef hij ook een steendrukkerij. Leerling en later medewerker van Bos was Jan Elias Kikkert. Ook Floris Verster was in de jaren zeventig van de 19e eeuw zijn leerling.  
Bos vervulde vele maatschappelijke functies. Hij was directeur van de Leidsche Schilder- en Tekenacademie Ars Aemula Naturae, bestuurder van het Genootschap Mathesis Scientiarum Genitrix, diaken van de Evangelische Luthersche Gemeente, en regent van het Evangelische Wees- en Oudenliedenhuis.

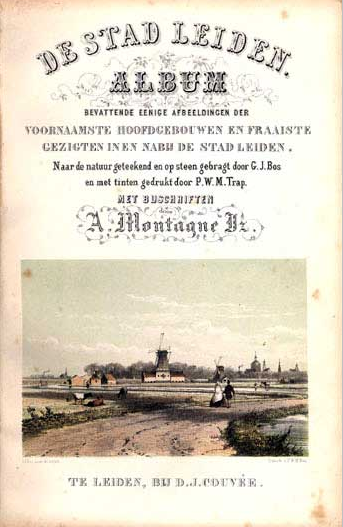
Voorblad van het album De Stad Leiden (1859-1860)

- Biografisch Portaal: 18531466
- Digitale Bibliotheek voor de Nederlandse Letteren: bos_064
- Stuttgart Database of Scientific Illustrators 1450–1950: 411
- International Standard Name Identifier: 0000 0000 6704 296X
- Library of Congress Control Number: nr93049743
- Nationale Bibliotheek van Israël: 987007438170905171
- Nederlandse Thesaurus van Auteursnamen: 070467579
- RKD-Nederlands Instituut voor Kunstgeschiedenis: 10920
- Système universitaire de documentation: 221301712
- Union List of Artist Names: 500047427
- Virtual International Authority File: 17101843
- WorldCat: E39PBJj4tDFTgGH6bJ3wbwmPQq